# Kaulenberg
Der Kaulenberg ist ein etwa 545 m ü. NHN hoher Ausläufer des Hohen Gras (614,8 m) im Mittelgebirge Hoher Habichtswald im Landkreis Kassel, Nordhessen (Deutschland).

## Geographische Lage
Der bewaldete Kaulenberg, der vom Naturpark Habichtswald umgeben ist, befindet sich auf dem Gemeindegebiet von Schauenburg, unmittelbar östlich der Grenze zur Gemeinde Habichtswald. Er liegt nördlich des Schauenburg Ortsteils Hoof bzw. südsüdwestlich des Hohen Gras.
Im Mittel 280 m nordöstlich der Kaulenbergkuppe erstreckt sich eine im Wald gelegene Bergwiese von 130 m Breite und maximal 600 m Länge. 
Unterhalb der Bergkuppe, an der ein Abschnitt des Herkuleswegs vorbeiführt, befinden sich in Richtung Süden felsige Berghänge, die zu einem Bergsporn (520,3 m; ⊙) und zum unterhalb davon befindlichen Ursprung der „Kleinen Bauna“ („Hintere Bauna“) überleiten, dem linken bzw. nördlichen Quellbach des Fulda-Zuflusses Bauna. Östlich vorbei fließt in Nord-Süd-Richtung der vom Hohen Gras kommende „Rehgraben“, der ein Zufluss der „Kleinen Bauna“ ist. 
Etwa 580 m südsüdöstlich der Kaulenbergkuppe befindet sich zwischen „Kleiner Bauna“ im Westen und „Rehgraben“ im Osten ein weiterer Sporn (443,7 m; ⊙) und etwas jenseits bzw. südlich davon verläuft zwischen den Anschlussstellen Kassel-Bad Wilhelmshöhe im Ostsüdosten und Zierenberg im Nordwesten die Bundesautobahn 44. 